# Ilja Bryzgałow
Ilja Nikołajewicz Bryzgałow (ros. Илья Николаевич Брызгалов; ur. 22 czerwca 1980 w Togliatti) – rosyjski hokeista, reprezentant Rosji, trzykrotny olimpijczyk.

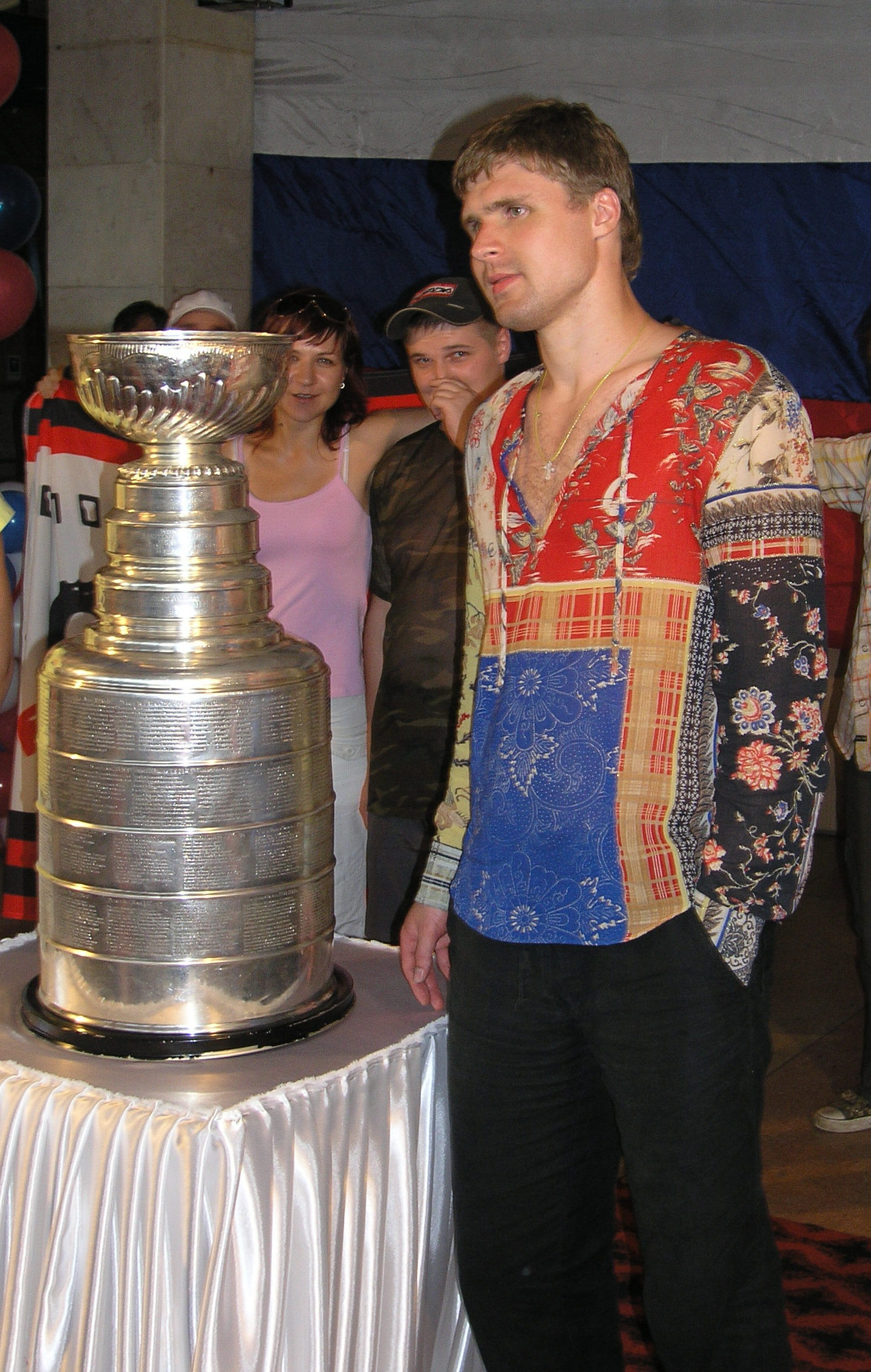
Ilja Bryzgałow z Pucharem Stanleya w rodzinnym Togliatii (sierpień 2007)

## Kariera klubowa
- Łada 2 Togliatti (1998–1999)
- Łada Togliatti (1999–2001)
  -  Spartak Moskwa (1999)
- Cincinnati Mighty Ducks (2001–2005)
- Anaheim Ducks (2001, 2003, 2005–2007)
- Phoenix Coyotes (2007–2011)
- Philadelphia Flyers (2011–2013)
  -  CSKA Moskwa (2012–2013)
- Las Vegas Wranglers (2013)
- Edmonton Oilers (2013–2014)
  -  Oklahoma City Barons (2013/2014)
- Minnesota Wild (2014)
- Anaheim Ducks (2014-2015)
- Norfolk Admirals (2014/2015)

Wychowanek Łady Togliatti. W drafcie NHL z 2000 wybrany w drugiej rundzie przez Anaheim Mighty Ducks. Początkowo występował w farmerskim zespole Cincinnati Mighty Ducks, zaś w lidze NHL regularnie grał od sezonu 2005/2006. Następnie był zawodnikiem Phoenix Coyotes (2007–2011), zaś od 2011 roku jest graczem Philadelphia Flyers. W czerwcu 2011 podpisał 9-letni kontrakt z klubem opiewający na sumę 51 mln dolarów. Od września 2012 do stycznia 2013 roku na okres lokautu w sezonie NHL (2012/2013) związany kontraktem z klubem CSKA Moskwa (wraz z nim do drużyny trafił jego rodak Pawieł Daciuk). W czerwcu 2013 klub skorzystał z możliwości dokonania wykupienia jego kontraktu wypłacając mu część wysokości jego wynagrodzenia, w wyniku czego Bryzgałow stał się wolnym zawodnikiem. W pierwszej połowie października 2013 przebywał na testach w drużynie Las Vegas Wranglers z ligi ECHL, które zakończyły się niepowodzeniem. Mimo tego został zgłoszony jako zapasowy bramkarz tej drużyny, jednak nie wystąpił w jej barwach. Od listopada 2013 zawodnik Edmonton Oilers, związany rocznym kontraktem. Tego samego dnia został przekazany tymczasowo do zespołu farmerskiego, Oklahoma City Barons w lidze AHL, celem przygotowania kondycyjnego. Od marca do października 2014 zawodnik Minnesota Wild. Od grudnia 2014 był zawodnikiem Anaheim Ducks, związany rocznym kontraktem. W lutym 2015 został zwolniony z tego klubu. Od tego czasu pozostawał bez klubu.
Uczestniczył w turniejach zimowych igrzyskach olimpijskich 2002, 2006, 2010, Pucharu Świata 2004 oraz mistrzostw świata w 2009, 2013.

## Sukcesy
Reprezentacyjne
- Srebrny medal mistrzostw świata juniorów do lat 20: 2000
- Brązowy medal zimowych igrzysk olimpijskich: 2002
- Złoty medal mistrzostw świata: 2009

Klubowe
- Puchar Stanleya: 2007 z Anaheim Ducks

Indywidualne
- Mistrzostw świata juniorów do lat 20 w 2000:
  - Pierwsze miejsce w klasyfikacji skuteczności interwencji: 97,1%
  - Pierwsze miejsce w klasyfikacji goli straconych na mecz: 0,77
- Superliga rosyjska 1999/2000:
  - Nagroda dla najlepszego pierwszoroczniaka Superligi
- NHL (2009/2010):
  - Trzecie miejsce w klasyfikacji zwycięstw meczowych wśród bramkarzy: 42
  - Drugi skład gwiazd
- NHL (2010/2011):
  - Czwarte miejsce w klasyfikacji meczów bez straty gola wśród bramkarzy: 7
- NHL (2011/2012):
  - Najlepszy bramkarz miesiąca – marzec 2012

Wyróżnienie
- Zasłużony Mistrz Sportu Rosji w hokeju na lodzie: 2002